# Tylochromis lateralis
Tylochromis lateralis és una espècie de peix d'aigua dolça de la família dels cíclids i de l'ordre dels perciformes, que est troba a la conca inferior del riu Congo a República Democràtica del Congo a Àfrica. Va ser descrit per George-Albert Boulenger el 1898.
Els adults poden assolir fins a 26 cm de longitud total.